# Epiblefaron
L'epiblefaron è una malattia congenita bilaterale della palpebra caratterizzata da una plica cutanea orizzontale di tessuto ridondante che provoca una rotazione delle ciglia verso l'interno, anche fino al contatto con la cornea.

## Epidemiologia
Si tratta di una condizione molto comune nelle popolazioni asiatiche, specialmente nei soggetti obesi e in quelli provvisti di epicanto.

## Eziopatogenesi
L'epiblefaron è una caratteristica essenzialmente genetica. Tuttavia può manifestarsi, come complicanza, successivamente a traumi e a interventi chirurgici. È stata inoltre descritta nell'oftalmopatia del morbo di Basedow-Graves.

## Clinica
Si tratta di una condizione solitamente asintomatica, tuttavia il paziente può riferire una sensazione di corpo estraneo nell'occhio, irritazione ed epifora.

## Diagnosi differenziale
Tale condizione va in diagnosi differenziale con l'entropion, in cui la palpebra è rotata verso l'interno per fenomeni spastici o cicatriziali.

## Trattamento
Solitamente non è richiesto nessun trattamento, in quanto tende a risolversi spontaneamente con all'età di 6-7 anni. Nel caso di persistenza il trattamento è di tipo chirurgico, specialmente nelle condizioni sintomatiche.